# Emi Shinohara
Emi Shinohara (Nagano, 8 agosto 1963 – 8 settembre 2024) è stata una doppiatrice giapponese.

## Biografia
È stata particolarmente nota per aver doppiato Makoto Kino/Sailor Jupiter in Sailor Moon; ruolo che perse però in Pretty Guardian Sailor Moon Crystal venendo sostituita da Ami Koshimizu. Ha fatto parte anche del gruppo canoro delle Peach Hips, composto dalle cinque doppiatrici dell'anime storico di Sailor Moon. Prima della sua morte lavorava per l'agenzia 81 Produce.

## Doppiaggio

### Serie animate
- Genocyber (Amachi)
- Sailor Moon (Sailor Jupiter/Makoto Kino)
- Project A-Ko (B-Ko Daitokuji)
- Card Captor Sakura (Kaho Mizuki)
- Magic Knight Rayearth (Presea e Sierra)
- Tokyo Babylon (Mirei)
- Ninja Scroll  (Kagero)
- Nightwalker (Yayoi Matsunaga)
- Please Save My Earth (Mokuren)
- Bakuryuu Sentai Abaranger (Bakuryuu Ptera)
- Princess Quest (Prince Tapioca)
- Maria-sama ga Miteru (Yōko Mizuno)
- Teenage Mutant Ninja Turtles  (April O'Neil)
- Full Metal Panic! The Second Raid (Xia Yu Fan)
- Honey and Clover (Mitsuko Aida)
- Katanagatari (Migiri Yasuri)
- Maburaho (Karei Hirozaki)
- Space Pirate Captain Herlock OAV (Shizuka Namio)
- Mobile Suit Victory Gundam (Maria)
- Chi ha bisogno di Tenchi?  (Tennyo Masaki)
- Kekko Kamen (Kekko Kamen)
- Dream Hunter Rem (Elizabeth)
- Miracle Girls (Kanako(Kana-chan))
- The Big O (Angel)
- Nana (Ms. Sakagami)
- Claymore (Ophelia)
- Summon Night Craft Sword Monogatari: Hajimari no Ishi' (V.E)
- Lupin III - Walther P38 (Ellen)
- Ayakashi Ninden Kunoichiban (PlayStation) (Tsubura Ise)
- Naruto Shippuden (Kushina Uzumaki)
- Shikimori's Not Just a Cutie (Motoko Izumi)
- Supernatural: The Animation (Jenny)

### Videogiochi
- Bishōjo Senshi Sailor Moon S Kurukkurin (Sailor Jupiter/Makoto Kino)
- Magic Knight Rayearth (Presea)
- Naruto Shippuden: Ultimate Ninja Storm 3 (Kushina Uzumaki)
- Naruto Shippuden: Ultimate Ninja Storm Revolution (Kushina Uzumaki)
- Naruto Shippuden: Ultimate Ninja Storm 4 (Kushina Uzumaki)
- Naruto x Boruto Ultimate Ninja Storm Connections (Kushina Uzumaki)
- Pretty Soldier Sailor Moon S (Sailor Jupiter/Makoto Kino)
- Romancing SaGa (Barbara)
- Sailor Moon (Sailor Jupiter/Makoto Kino)
- Solatorobo: Red the Hunter (Merveille Million)
- Spyro 2: Gateway to Glimmer (Zoe)
- Star Ocean: Till the End of Time (Mirage Koas)
- Stella Deus: The Gate of Eternity (Nebula)
- Super Robot Wars Z3: Hell Chapter (Angel, Xia Yu Fan)
- Super Robot Wars V (Xia Yu Fan)
- Tales of Rebirth (Agarte Lindblum)
- Tales of the Rays (Agarte Lindblum)
- Umineko When They Cry (Natsuhi Ushiromiya)